# Бенедеттини, Пьерлуиджи
Пьерлуиджи Бенедеттини (итал. Pierluigi Benedettini; род. 18 августа 1961, Мурата) — сан-маринский футболист, вратарь.

## Карьера
По профессии водитель автобуса, выступал как любитель за команды «Сан-Марино» и «Ювенес» из Серравалле. За сборную сыграл 29 матчей (в том числе 25 официальных). В 1992 году установил персональный антирекорд в сборной Сан-Марино, пропустив в игре против Норвегии в Осло 10 мячей.

## Личная жизнь
Сын Симоне и племянник Элиа — также футболисты, играют на позиции вратаря и выступают в сборной.